# 冨岡勉
冨岡 勉（とみおか つとむ、1948年7月4日 - ）は、日本の政治家、医師。自由民主党所属の元衆議院議員（4期）。文部科学副大臣、文部科学大臣政務官、衆議院文部科学委員長、衆議院厚生労働委員長、公益財団法人東京オリンピック・パラリンピック競技大会組織委員会副会長等を歴任。

## 来歴
福岡県中間市出身。福岡県立東筑高等学校、長崎大学医学部卒業。同大学助教授に就任。
1999年、長崎県議会議員に初当選。県議会で文教委員会委員長を務めるが、2003年の選挙で落選。
2005年の第44回衆議院議員総選挙で長崎1区から自由民主党公認候補として出馬。選挙区では労働組合の厚い組織票に支えられた民主党の高木義明に敗れたが、比例九州ブロックで復活し初当選した。
2009年の第45回衆議院議員総選挙に自民党から出馬。公明党の推薦も受けたが落選。
2012年の第46回衆議院議員総選挙で当選、国政に復帰した。2013年9月、文部科学大臣政務官に就任した。2014年9月、第2次安倍改造内閣の発足に伴い文部科学大臣政務官を退任。
2014年12月の第47回衆議院議員総選挙で3選。2015年10月、文部科学副大臣に就任。
2017年の第48回衆議院議員総選挙では比例復活で4選。2018年10月、衆議院厚生労働委員長に就任。
2021年6月、年内に予定される第49回衆議院議員総選挙に立候補しない意向を示し、同年10月14日の衆議院解散により失職、引退。
2023年、旭日重光章受章。

## 人物
- 医師としては国境なき医師団に参加し、日本消化器病学会・日本内視鏡外科学会や日本肝・胆・膵外科学会で評議員を務める日本外科学会指導医。アメリカ外科学会の会員でもある[要出典]。

- 長崎ベトナム友好協会の理事長を務める。毎年、ベトナムデーin長崎など率先して協力。後援会事務所と長崎ベトナム友好協会は同事務所で事務処理は二束の草鞋である。ベトナム視察等行い、積極的にベトナムと日本、長崎との友好関係のアピールを行う[要出典]。

- 2021年11月30日、長崎県選挙管理委員会が前年分の政治資金収支報告書を公表。冨岡が代表を務める自民党長崎県第1選挙区支部の報告書の収入欄には、2020年10月に「職業安定局」から計42万7,052円を受け取っていたことが記載されていた[5]。その後、12月16日に各メディアが、収入の中身は新型コロナウイルス対策の雇用調整助成金（雇調金）であると報道した。冨岡の事務所は取材に対し、「2020年4月21日から6月20日の間に東京と長崎の職員2人を休職させたことに伴う雇用調整助成金」だと説明した[6]。雇調金をめぐっては、石原伸晃や大岡敏孝が代表を務める支部の受給が問題視され[7][8]、自民党は受給が判明すれば返還する方針を掲げている。冨岡の支部も、この方針に従うと述べている[9]。

## 政策・主張
- 重視する政策として、「エネルギー問題」「雇用確保」「財政再建」を挙げている[10]。
- 特定秘密保護法は日本に必要だ[11]。
- 選択的夫婦別姓制度導入について、2016年の西日本新聞のアンケートで「結婚したら夫婦同姓か夫婦別姓を自由に選べるようにすべき」としている[12]。なお、2014年の朝日新聞のアンケートでは、「どちらとも言えない」としていた[13]。
- 受動喫煙対策を強化する健康増進法改正案に賛成している[14]。

## 所属団体・議員連盟
- 国際基準のタバコ対策を推進する議員連盟[15]
- 自民党たばこ議員連盟[16]
- 国際観光産業振興議員連盟
- 日朝国交正常化推進議員連盟
- 日韓議員連盟
- 再チャレンジ支援議員連盟
- 神道政治連盟国会議員懇談会
- TPP交渉における国益を守り抜く会
- 長崎ベトナム友好協会（理事長）